# Francesc Masriera

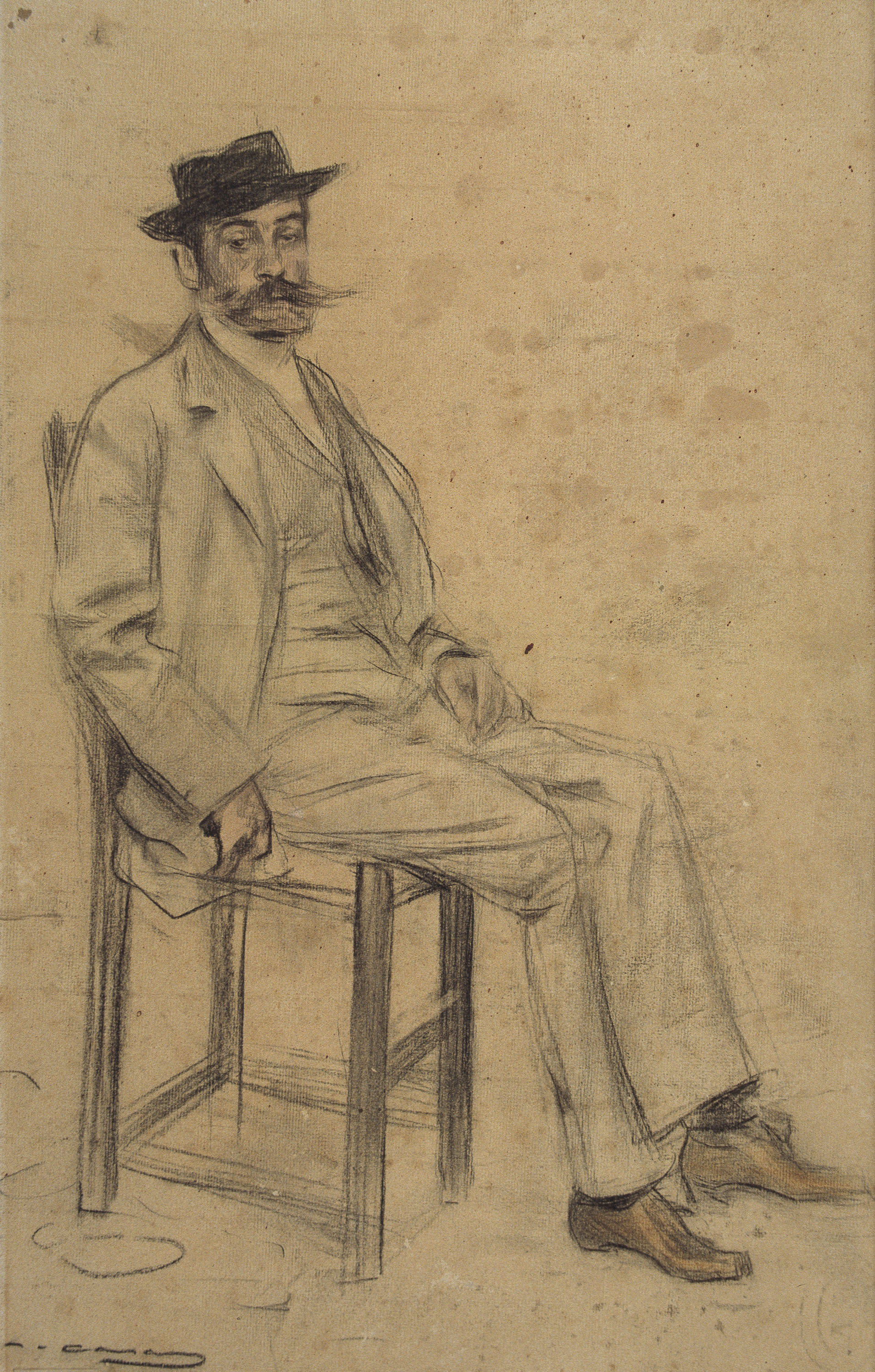
Francesc Masriera porträtiert von Ramon Casas, MNAC

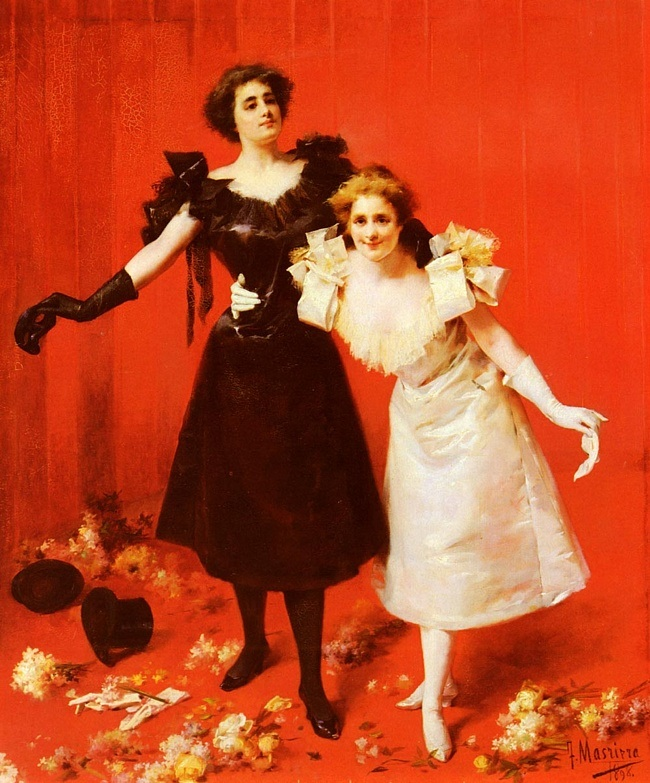
Frances Masriera: Die Schönsten des Balles (um 1890)

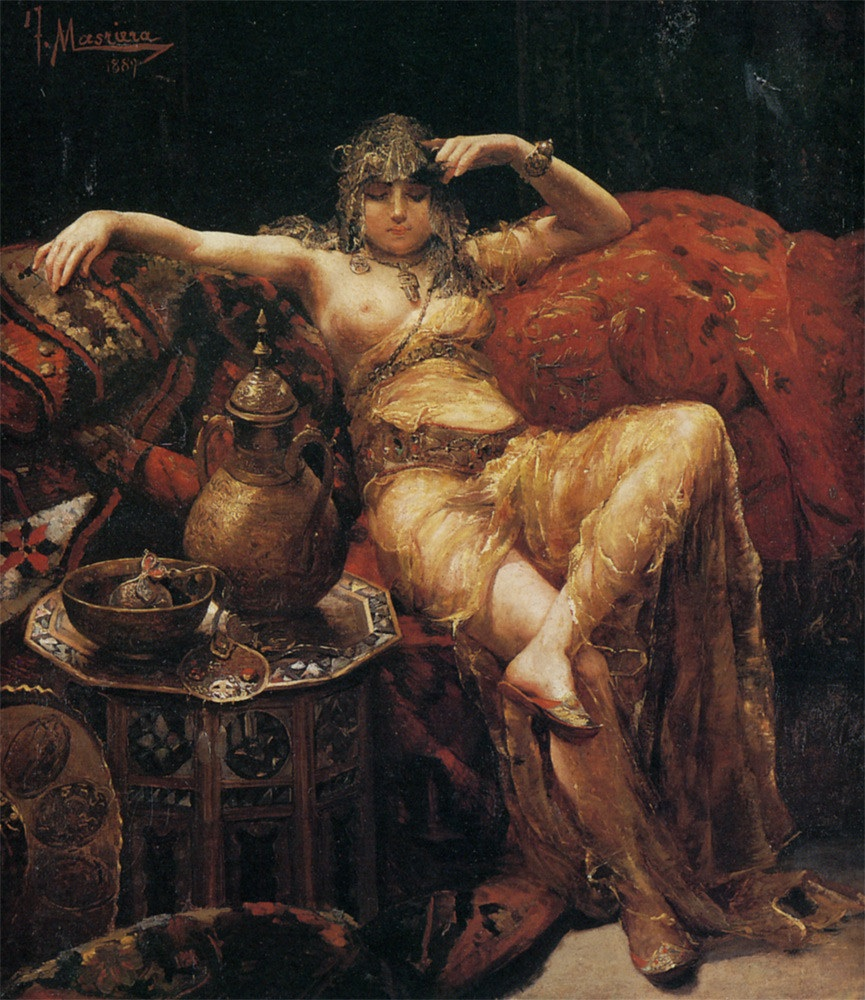
Frances Masriera: Mädchen aus dem Harem (um 1890)

Francesc Masriera i Manovens (* 21. Oktober (nach anderen Angaben  27. Oktober) 1842 in Barcelona; † 15. März 1902 ebenda) war ein katalanischer Maler und Goldschmied. Er war der Bruder des Malers und Goldschmieds Josep Masriera.

## Ausbildung
Als Goldschmied erhielt Masriera seine Ausbildung in der Werkstatt seines Vaters Josep Masriera i Vidal. Seine Malerausbildung erhielt er in der Barceloneser Llotja und bei dem Maler und Kunstprofessor Josep Serra i Porsón. In Genf studierte er Kunsthandwerk mit der Spezialrichtung Emaille. Er beschäftige sich wie sein Bruder Josep mit der Gravur feiner Steine.

## Werk
Vor dem Hintergrund des beginnenden Republikanismus vertrat er als Maler zunächst einen antiakademischen Naturalismus. Bald wendete er sich jedoch stilistisch zu einem detailreichen Realismus. Viele seiner Werke enthalten Allegorien und Anekdoten. Besonders ist hier das Bildnis L’esclav (Die Sklavin) zu nennen. Dieses hatte er für die Nationalausstellung in Madrid 1876 geschaffen. Der spanische König Alfons XII. hatte später dieses Werk käuflich erworben. Masriera war der bevorzugte Porträtmaler der Frauen der gehobenen katalanischen Bourgeoisie. Charakteristisch für sein Werk ist der „Präziosimus“, gewissermaßen die Schmuckstückmalerei. Mit großer Genauigkeit und in großer Schönheit gab er Stoffe und Objekte wie Seide, Velours, Federn oder Schmuckaccesoires in seinen Bildern wieder.
Masriera war ein großer Bewunderer der beiden Maler Marià Fortuny und Eduardo Rosales. Gemeinsam mit seinem Bruder Josep ließ er in der Carrer de Bailèn Nummer 70–72 in Barcelona ein neoklassizistisches Atelier bzw. eine neoklassizistische Ausstellungshalle für Maler und Künstler in Form eines korinthischen Tempels, das sogenannte Taller Masriera, auch der Tempel der Kunst genannt, errichten. Die beiden Statuen am Eingangstor dieses Ateliers waren Marà Fortuny und Eduardo Rosales gewidmet. Die Skulpturen von Marià Fortuny und Eduardo Rosales, die später um zwei weitere Skulpturen ergänzt wurden, gelten heute als verloren bzw. nicht auffindbar.

## Wertung
Francesc Masriera stellte häufig in den Salons von Madrid und Paris aus. Er war künstlerisch ständig in der Sala Parès, der führenden Kunstgalerie von Barcelona, präsent. Viele seiner Werke hängen im Museum für moderne Kunst und im Katalanischen Nationalmuseum in Barcelona. Francesc Masriera und sein Bruder Josep waren „Kaziken“, also Anführer der Eingeweihten der damaligen katalanischen Malerei.